# Star Ace
Star Ace è un gioco di ruolo d'ambientazione fantascientifica pubblicato dalla Pacesetter nel 1984.

## Ambientazione
A differenza dei giochi di ruolo dell'epoca, come Traveller o Star Frontiers, che avevano un approccio molto serio, l'ambientazione di Star Ace è molto più scanzonata nello stile di Guerre stellari. È un gioco di avventura e azione e il microcosmo nel quale si muovono i personaggi giocanti è più un mondo di frontiera, simile a quello presente nelle storie western, che a un futuro distopico.
L'antefatto dell'ambientazione vede il classico olocausto nucleare distruggere la Terra nel 2054 e alcune razze aliene giungere in aiuto della popolazione terrestre, condividendo la tecnologia necessaria al viaggio interstellare, grazie al quale la razza umana si è diffusa molto lontana dal suo pianeta di origine. Il gioco vero e proprio si colloca nell'anno 3512 in una galassia in cui sono ormai noti circa 10.000 pianeti abitati; questi si suddividono tra quelli sottomessi all'Impero (circa 8.000) e quelli affiliati alla Federazione dell'Alleanza (circa 2.000); a frapporsi tra le due potenze alcune zone neutrali, note come la regione Wilderness e la regione Storm.
Le razze note sono solo una decina: oltre quella terrestre, anche i crystal clones, kleibor, traka, crassiti, tarsani, gorlons, zoe, crystal folk. Una razza a parte è quella fortemente ostile degli xenophobes che abitano il nucleo centrale della galassia.

### Impero delle Galassie
Nel passato si è formato un impero con al vertice un terrestre, supportato, però, da altre razze aliene dal temperamento bellicoso: questo è riuscito in una conquista progressiva di varie centinaia di pianeti. Alla sua morte, il suo successore ha proseguito la conquista arrivando a porre il marchio dell'Impero su ben 7.600 pianeti in soli 64 anni di regno. Freno a una simile espansione esponenziale è stata la fondazione della Federazione dell'Alleanza.
Il governo è di tipo feudale e il potere detenuto da una vasta classe nobiliare a cui è solitamente affidato il governatorato delle provincie, queste amministrate in maniera completamente arbitraria, non poche volte tirannica; il legame con il centro dell'Impero è supportato dal costante invio di denaro, risorse e mano d'opera dalle provincie alla capitale. L'ampliarsi dei poteri della nobiltà crea non pochi conflitti interni che, con il salire al trono di un Imperatore debole, sono arrivati nell'anno 3512 al culmine.

### Federazione dell'Alleanza
La risposta di alcuni pianeti irriducibili all'Impero è stata la creazione di una Federazioni di mondi liberi. Ne è seguita un conflitto fra le due potenze che dura da 400 anni senza risoluzione; infatti, malgrado l'inferiorità bellica dell'Alleanza, questa non è ancora stata sconfitta anche grazie alla provvidenziale apparizione degli xenophobes che tengono impegnato l'Impero in un doppio fronte.
La Federazione rappresenta i valori democratici e positivi in questa ambientazione.

### Star Team
Nati in seno alla Federazione dell'Alleanza, sono bande di fuorilegge altamente addestrati ed equipaggiati. Alternano la loro lealtà all'Alleanza (operata tramite salvataggi e saltuaria assistenza armata alla ribellione) con traffici indipendenti e dalla natura illegale, quale contrabbandi, spionaggio e furto. La loro base operativa è nella regione Wilderness, dove, a causa dell'asperità della zona, gli Imperiali non si inoltrano.
Al loro interno si dividono in quattro ordini liberi; questi prendono il nome dai semi di un mazzo di carte francese e hanno branche di specializzazioni.

## Sistema di gioco
Il sistema di gioco di Star Ace è comune a quello di altri prodotti della Pacesetter, ovvero Chill e Timemaster. È un sistema a percentuale: azioni, test e combattimenti si risolvono tutti con il lancio di due dadi a dieci facce; questi si dividono in general checks (contro il punteggio abilità del personaggio) e specific checks (in cui si utilizza una tavola universale per vedere quanto il proprio risultato si discosti o meno da un successo o un fallimento)
La generazione del personaggio permette di giocare solo Star Ace e, quindi, definire il proprio personaggio per razza e ordine di appartenenza. Ogni personaggio ha delle abilità base comuni e può sceglierne tre specifiche.
Il game master in questo gioco è chiamato CM, o campaign master.

## Manuali
Il materiale pubblicato per Star Ace è stato pubblicato tra il 1984 e il 1985. Nel 1986 la Pacesetter chiuse concludendo, così, la pubblicazione di altro materiale. Tutti i volumi hanno una copertina blu con logo del gioco posizionato in alto al centro, logo della Pacesetter al centro in basso e illustrazione centrale a colori.
- Mark Acres, Gali Sanchez, Carl Smith, Garry Spiegle, Michael Williams, Star Ace: Adventures In Space, 1984, ISBN 0917609042. Confezione in scatola contenente manuale di gioco (64 pagine), ambientazione (Wilderness Briefing Manual, 32 pagine) e un'avventura introduttiva (Deuces Wild, 16 pagine), una mappa a colori, pedine in cartoncino, dadi[3].
- Andria Hayday, Goodbye, Kankee, 1984, ISBN 0917609166. Avventura in cui i personaggi coinvolti in un giro di contrabbando rapiscono per errore la figlia del comandante della dogana[4].
- Mark Acres, Lightspeed Raid, 1984, ISBN 0917609174. Avventura in cui i personaggi devono difendere una miniera dall'impero[4].
- Campaign Master's Screen, 1984, ISBN 0917609182. Schermo del master e una avventura di otto pagine[3].
- John Brunelle, First Strike on Paradise, 1985, ISBN 0917609220. Avventura in cui i personaggi devono fuggire dal pianeta Wilderness mentre viene invaso dall'impero[5]
- Mark Acress, The Gemini Conspiracy, 1985, ISBN 0917609239. Avventura incentrata su scontri di astronavi, in cui i personaggi si oppongono a un attentato. Comprende la descrizione di nuove astronavi[4].
- Gali Sanchez, Michael Williams, Star Ace: Aliens, 1985, ISBN 091760931X. Descrizione di sedici razze aliene e del loro pianeta natale[3].

Alla chiusura della Peacesseter, i diritti di Star Ace furono acquistati dalla Ronin Art di Philip Reed che lo ripubblicò in formato pdf con l'intenzione, mai portata compimento, di convertire l'ambientazione al  d20 System.